# الدوري الإيطالي 1900
البطولة الوطنية الإيطالية لكرة القدم 1900 هي النسخة الثالثة من دوري الدرجة الأولى الإيطالي بمسماه الجديد، حيث حافظ فيها فريق جنوى على لقبه للمرة الثالثة على التوالي، كما أنها المرة الثالثة في تاريخه.

## البطولة

### الأدوار التأهيلية

#### الجولة الأولى
الترتيب النهائي
| الترتيب | الفريق           | لعب | فاز | تعادل | خسر | عدد النقاط | له | عليه | الفارق | ملاحظات                 |
| ------- | ---------------- | --- | --- | ----- | --- | ---------- | -- | ---- | ------ | ----------------------- |
| 1       | تورينز           | 4   | 4   | 0     | 0   | 8          | 8  | 2    | +6     | تأهل إلى الجولة الثانية |
| 2       | يوفنتوس          | 4   | 2   | 0     | 2   | 4          | 5  | 3    | +2     |                         |
| 3       | جيناستيكا تورينو | 4   | 0   | 0     | 4   | 0          | 1  | 9    | -8     |                         |

النتائج
| فريق 1           | نتيجة | فريق 2           |
| ---------------- | ----- | ---------------- |
| تورينز           | 3-1   | جيناستيكا تورينو |
| يوفنتوس          | 0-1   | تورينز           |
| جيناستيكا تورينو | 0-2   | يوفنتوس          |
| جيناستيكا تورينو | 0-2   | تورينز           |
| يوفنتوس          | 2-0   | جيناستيكا تورينو |
| تورينز           | 2-1   | يوفنتوس          |

#### الليغا
مشاركة هذان الفريقان عن غيرهما، اعتمدت وبشكل مباشر على نتائج مجموعة من المباريات الودية.
| فريق 1 | نتيجة | فريق 2    |
| ------ | ----- | --------- |
| جنوى   | 7-0   | سامبدوريا |

#### حالة استثنائية
في هذه الفترة كان إيه سي ميلان في المراحل النهائية لتأسيسه مما دفع باللجنة إلى تأهيله مباشرة إلى الجولة الثانية دون خوض مباريات تأهيلية في الجولة الأولى.

### الجولة الثانية
لُعبت مباراة الجولة الثانية في 15 أبريل.
| تورينز                    | 3 - 0 | إيه سي ميلان |
| ------------------------- | ----- | ------------ |
| 15' 18' 70' إدواردو بوسيو |       |              |

### النهائي
لُعب النهائي بتاريخ 22 أبريل من نفس السنة، بالمدينة الإيطالية تورينو.
| تورينز | 3 - 1 و . إ | جنوى |
| ------ | ----------- | ---- |
|        |             |      |

## البطل

### اللقب
| الدوري الإيطالي الدرجة الأولى بطل 1900 |
| -------------------------------------- |
| جنوى اللقب الثالث                      |
|                                        |

### تشكيلة الفائز
جنوى
- أرتيسيد بارودي
- إرنيستو دي جالياني
- فاوستو غيجليوتي

- إرنيكو باستور الثاني
- جايمس ريشاردسون سبينسلي
- إدواردو باستور الأول
- هاوارد باسادورو
- جوزيف ويليام أجار
- هنري دابلس
- باولو روسي
- جيوفاني بوكياردو
- هينمان
- جيورج فاوكس